# اسمال در نیویورک
اسمال در نیویورک، نوشتهٔ حسین مدنی، مجموعهٔ طنزی است دربارهٔ سفر جاهلی کلاه‌مخملی به نام «اسمال» به نیویورک با زمینهٔ تقابل فرهنگ شرق و غرب. این مجموعه ابتدا از سال ۱۳۳۲ (خورشیدی) به شکل پاورقی در مجلهٔ سپید و سیاه منتشر شد و بعد به‌شکل سه جلد کتاب منتشر شد که به چاپ نهم رسید. مدنی دو دنباله برای این کتاب نوشت که یکی از آن‌ها به نام اسمال در هندوستان به شکل کتاب منتشر شده‌است و دیگری به نام اسمال در ویتنام منتشر نشده‌است.
اسمال در نیویورک را از جملهٔ نمونه‌های تأثیرگذار اولیه در جریان پاورقی‌نویسی و نیز عامیانه‌نویسی در طنز دانسته‌اند. از طرف دیگر، سعید سجادی در روزنامهٔ کیهان (در شمارهٔ ۱۸ آذر ۱۳۸۵) مدنی را به خاطر نوشتن اسمال در نیویورک نمونه‌ای از کسانی که «بعد از کودتای ۲۸ مرداد ۱۳۳۲» برای «زدودن رسوبات سیاسی از ذهن و ضمیر مردم، به‌ویژه جوانان» به فعالیت مطبوعاتی روی آوردند می‌داند و می‌نویسد مدنی «هرگز در این حوزه به موفقیت دست نیافت. زیرا وی «لودگی» را با «طنز» اشتباه گرفته بود و در آثارش همیشه و بیش از همه «لودگی» مشاهده می‌شد. مدنی در برخی از نوشته‌هایش به سمت «فکاهه» می‌رفت، اما هرگز نتوانست «طنز پرداز» باشد.»
بعضی نویسندگان ایرانی، از جمله محسن کدیور و علیرضا نوری‌زاده سفرهای سالانهٔ محمود احمدی‌نژاد به نیویورک را با وقایع طنزآمیز اسمال در نیویورک مقایسه کرده‌اند و محمود احمدی‌نژاد را معادل امروزی «اسمال»، شخصیت جاهل آن مجموعه گرفته‌اند.